# Марозі
Марозі (P. l. maculatus) — сумнівний підвид лева, який можливо вже вимер. Марозі - рідкісний природний гібрид між леопардом і левом. Розмірами схожий на леопарда, має плями і непомітну гриву.

## Відкриття
В 1931 фермер в горах Абердера знайшов тіла диких тварин і мертвого лева. Він мав дивний вигляд, схожий на леопарда, але не леопард. Два роки опісля, дослідник Кеннет Гандар-Довер (Kenneth Gandar-Dower) вирушив у гори, щоб убити декілька екземплярів. Повернувшись з порожніми доками, він знайшов тільки декілька слідів. Згодом він дізнався, що такого "незвичайного лева" часто бачать жителі Ефіопії, Руанди та Уганди. Міське населення навіть назвали їх по-своєму: в Ефіопії "abasambo", в Руанді "ikimizi", і "ntararago" в Уганді. Також капітан охорони місцевої природи на горі Абердер бачив лева на висоті 3 тис. км. Ще були свідчення, що чоловік бачив незвичайного лева на висоті 3,5 тис. км.

## Можливі пояснення
- Можливо, Марозі - це і справді природний гібрид леопарда і лева.
- Можливо, Марозі - це лев з генетичним відхиленням.
- Можливо, Марозі є доісторичним левом, якому вдалось вижити до 20 століття.

## Опис
В 1937 вдалось знайти майже непошкодженого Марозі:
- 1,6 метри - без хвоста.
- 800 см - хвіст.
- 2,4 метра - від голови до хвоста.
- Грива максимум 12 см.
- Діаметр найбільших плям: 85 на 45, або 65 на 65 мм.

## Зникнення
З 1930-х років не надійшло жодного повідомлення про Марозі, тому вважається, що лев вимер. Проте дослідники проводять пошуки на інших територіях Африки.